# Geti
Geti era il nome che veniva dato dagli scrittori pre-Romani alla popolazione stanziata nella regione successivamente nota come Dacia, a centro nord dell'ultimo tratto del Danubio, dove aveva gli inizi l’antica Bulgaria.
I Geti erano parte del gruppo di genti indoeuropee, forse parte della famiglia tracica; è possibile che fossero tanto parte del popolo dei Daci o Tracchi, quanto che da questi siano stati a un certo punto assorbiti. Per gli autori romani i termini Daci e Gaeti erano considerati in genere equivalenti, anche se Seneca indicava Geti come gli abitanti delle pianure della Valacchia, mentre Stazio indicava i Daci come gli abitanti dei territori montuosi e collinari della Transilvania; inoltre distinguevano i Tyragetae, Geti stanziati vicino al fiume Nistro.

## Storia
Secondo Erodoto, i Geti erano "la più nobile e la più giusta di tutte le tribù traciche".
Quando nel 514 a.C. i Persiani, guidati da Dario I, attuarono una campagna contro gli Sciti, le varie popolazioni dei Balcani si arresero al sovrano e lo lasciarono passare sui loro territori; solo i Geti opposero resistenza. I Geti in seguito furono sconfitti da Alessandro Magno nel 335 a.C. sulle rive del Danubio, nel corso della sua campagna nei Balcani; in quell'occasione, Alessandro per attraversare il Danubio si servì di zattere e di piccole imbarcazioni di pescatori, sorprendendo circa 4000 Geti, attaccati alle spalle, dopo aver attraversato il fiume.

## Religione
Come ci tramanda Erodoto, i Geti (alla fine del VI secolo a.C.) credevano nell'immortalità dell'anima e consideravano la morte un mero cambio di paese: 
(Erodoto, Storie, IV, 94)

Erodoto aggiunge anche che 
(Erodoto, Storie, IV, 94)
Accanto a Zalmoxis, un ruolo di rilievo tra le divinità gete era attribuito a Gebeleixis. Il primo sacerdote godeva di una posizione prominente in quanto rappresentante della divinità suprema, Zalmoxis, ed era anche il consigliere del re. Giordane nella sua Getica, attribuiva a Deceneo il titolo di sacerdote capo di Burebista.